# Gangstar: Crime City
Gangstar: Crime City — игра для мобильных устройств в жанре action-adventure с открытым миром, разработанная и изданная французской студией Gameloft. Она была выпущена в октябре 2006 года для мобильных телефонов. Это первая игра в серии Gangstar. Сиквел вышел в ноябре 2008 года.
Игрок начинает с низов, продвигаясь по служебной лестнице, выполняя разные задания, например, убивая врагов или защищая людей.

## Отзывы
Gangstar: Crime City получила смешанные или положительные отзывы критиков. Её хвалили за перенос геймплея, похожего на серию Grand Theft Auto, на мобильные устройства. Так, Майкл Френч из Pocket Gamer написал: «Можно подумать, что Gameloft просто вставила диск [Grand Theft Auto] в копировальный аппарат. В обеих играх есть даже странное сходство с разными элементами графического стиля». Рецензент IGN отметил «впечатляющий» размер города, а также большое количество миссий.